# Conat
Conat (katalanisch gleichlautend) ist eine französische Gemeinde mit 63 Einwohnern (Stand 1. Januar 2022) im Département Pyrénées-Orientales in der Region Okzitanien. Sie gehört zum Arrondissement Prades und zum Kanton  Les Pyrénées catalanes.

## Geografie

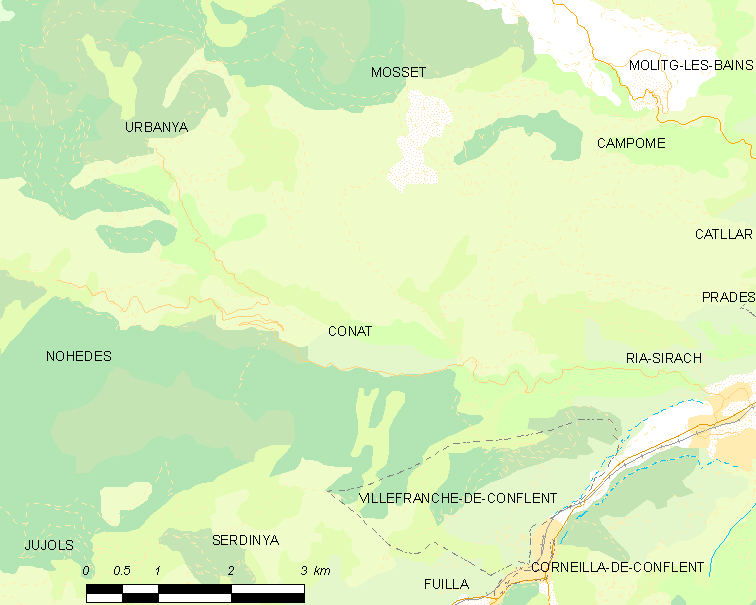
Karte von Conat

### Nachbargemeinden
Nachbargemeinden von Conat sind Mosset im Norden, Ria-Sirach im Osten, Villefranche-de-Conflent im Südosten, Serdinya im Süden, Nohèdes im Westen und Urbanya im Nordwesten.

## Bevölkerungsentwicklung
| Jahr      | 1962 | 1968 | 1975 | 1982 | 1990 | 1999 | 2013 |
| Einwohner | 67   | 50   | 38   | 45   | 40   | 45   | 54   |

## Sehenswürdigkeiten
- Romanische Kirche Saint-Jean
- Romanische Kirche Saint-Marguerite in Nabilles
- Ehemalige romanische Kapelle Sainte-Croix
- Romanische Kapelle Sainte-Madeleine